# Saint-Herblain
Saint-Herblain è un comune francese di 43 987 abitanti situato nel dipartimento della Loira Atlantica nella regione dei Paesi della Loira.

## Società

### Evoluzione demografica
Abitanti censiti

## Amministrazione

### Gemellaggi
Saint-Herblain è gemellata con:
- Sankt Ingbert, Germania, dal 1981
- Waterford, Irlanda, dal 1986
- Viladecans, Spagna, dal 1991
- Betlemme, Palestina, dal 1992
- Kazanlăk, Bulgaria, dal 2008
- Ndiaganiao, Senegal